# Comité scientifique de la recherche antarctique
Pour l’article homonyme, voir Scar.
Le Comité scientifique de la recherche antarctique (SCAR) est un organe interdisciplinaire du Conseil international des sciences (ISC). Le SCAR coordonne les efforts internationaux de recherche scientifique en Antarctique, y compris dans l'océan Austral.
Les travaux scientifiques du SCAR sont administrés par plusieurs groupes thématiques. L'organisation a le statut d'observateur et fournit des conseils indépendants aux réunions consultatives du Traité sur l'Antarctique, et fournit également des informations à d'autres organismes internationaux tels que le GIEC et la Convention-cadre des Nations Unies sur les changements climatiques.

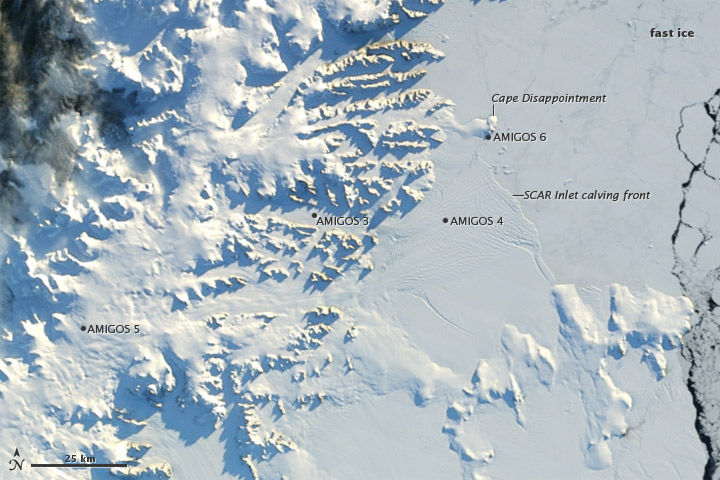
Le front glaciaire du SCAR Inlet porte le nom du SCAR. Il s'agit du fragment restant de la plateforme de glace de Larsen, beaucoup plus grande, qui s'est désintégrée en 2002.

## Historique
Lors de la réunion sur l'Antarctique du Conseil international pour la science, tenue à Stockholm du 9 au 11 septembre 1957, il fut convenu qu'un comité devrait être créé pour superviser la recherche scientifique en Antarctique. À l'époque, douze pays poursuivaient des recherches sur l'Antarctique et chacun d'entre eux était invité à nommer un délégué pour rejoindre un comité spécial sur la recherche antarctique (Special Committee...). Les douze nations concernées étaient l’Argentine, l’Australie, la Belgique, le Chili, la France, le Japon, la Nouvelle-Zélande, la Norvège, l’Afrique du Sud, le Royaume-Uni, les États-Unis et l’URSS.
Le Comité spécial a tenu sa première réunion à La Haye du 3 au 6 février 1958 et a élu son premier Comité exécutif : l'ingénieur général Georges Laclavère (français) comme président, le professeur Keith Bullen (britannique) comme vice-président et le docteur Valter Schytt (suédois) comme secrétaire. Un comité des finances et trois groupes de travail ont également été formés lors de cette réunion.
Le nom de l'organisation a ensuite été changé en Comité scientifique de la recherche antarctique.

## Structure
Le SCAR est actuellement composé de 32 pays membres à part entière et de 12 membres associés. Chaque membre à part entière nomme un délégué permanent et un délégué suppléant ; les membres associés nomment un seul délégué. Les délégués se réunissent tous les deux ans pour décider de l'orientation stratégique du SCAR et des délégués à élire au Comité exécutif.
Le rôle du Comité exécutif est de travailler avec le secrétariat du SCAR (basé au Scott Polar Research Institute à Cambridge, en Angleterre) pour mettre en œuvre les décisions prises par les délégués. Le comité exécutif est composé d'un président, d'un président sortant, de quatre vice-présidents et du directeur général du SCAR.

## Activités

### Réunions
L'un des moyens par lesquels le SCAR rassemble les chercheurs est l'organisation de conférences scientifiques. Il s'agit notamment des conférences biennales sur la science ouverte (OSC), des réunions des délégués, du symposium de biologie du SCAR (tous les 4 ans), du symposium international sur les sciences de la Terre antarctique et du symposium des sciences humaines et sociales.

#### Conférences Open Science
Le SCAR organise depuis 2004 des conférences biennales sur la science ouverte (OSC) dans divers pays membres, dont l'Allemagne, l'Australie, la Russie, l'Argentine, les États-Unis, la Nouvelle-Zélande, la Malaisie et la Suisse. Les OSC donnent aux scientifiques de l'Antarctique l'occasion d'attirer l'attention sur les problèmes antarctiques, d'organiser des réunions de groupes scientifiques et de partager leurs travaux.
En raison de la pandémie de COVID-19, la conférence physique et les réunions de 2020 prévues à Hobart en Australie, ont été annulées. SCAR 2020 Online s'est tenu en ligne du 3 au 7 août et a présenté l'essentiel de la conférence grâce à une combinaison de diffusion en direct, de présentations enregistrées, de discussions écrites (clavardage) et d'une galerie de posters, . L'OSC 2022 s'est également déroulée en ligne avec des présentations en direct et enregistrées et une galerie de posters en ligne. Les prochaines réunions utiliseront désormais un format hybride.

### Science
Plus de 30 groupes coordonnent la recherche sur l'Antarctique dans des disciplines variées. Le SCAR compte trois groupes scientifiques permanents :
- Géosciences
- Sciences de la vie
- Sciences physiques

Chaque groupe scientifique englobe des programmes de recherche scientifique (SRP) dans des domaines prioritaires. Les SRP ont une durée de vie d'environ huit ans et de nouveaux programmes peuvent être suggérés et développés par le biais de groupes de planification de programme (PPG).
En 2018, un Comité permanent des sciences humaines et sociales a été créé pour reconnaître la contribution importante et croissante des communautés des sciences humaines et sociales à la recherche antarctique. L'histoire humaine de l'Antarctique est relativement récente et cet important domaine d'étude explore la manière dont les humains interagissent avec la région.
Chaque groupe scientifique dispose également de groupes d'action (AG), qui ont une durée de vie de deux à quatre ans et sont destinés à résoudre des problèmes à court terme, et de groupes d'experts (EG) plus larges, qui durent entre six et huit ans. Les exemples incluent le groupe d'action AntArchitecture, le groupe d'experts sur les oiseaux et les mammifères marins, le groupe d'action sur l'observation de la Terre et le groupe d'action sur la rencontre et la gestion des environnements antarctiques.

### Politique
Un aspect du travail du SCAR consiste à identifier les problèmes émergents issus de la recherche sur l'Antarctique et l'océan Austral et à les porter à l'attention des décideurs politiques, notamment du Traité sur l'Antarctique, de la CCNUCC et du GIEC. Les sciences liées à l'environnement et à la conservation représentent une part importante et croissante du travail du SCAR.
En 2002, le SCAR a reçu le prestigieux Prix Prince des Asturies pour la Coopération Internationale,.
Le SCAR fournit du conseil scientifique indépendant aux réunions consultatives du Traité sur l'Antarctique par l'intermédiaire de son Comité permanent sur le système du Traité sur l'Antarctique (SCATS). Le SCATS rassemble des scientifiques du monde entier pour créer des documents sur l'état de l'art de domaines particuliers de recherche, à présenter lors des réunions consultatives du Traité sur l'Antarctique. Le SCAR est également chargé de fournir des conseils à un certain nombre d'autres organismes, notamment la Commission pour la conservation de la vie marine de l'Antarctique.
En 2019, la contribution de longue date du SCAR au Traité sur l'Antarctique a été reconnue par l'adoption d'une résolution appelant les gouvernements des pays représentatifs à renforcer leur soutien et leur coopération dans la recherche scientifique et les mesures de protection pour l'Antarctique.
En 2022, le rapport « Changement climatique et environnemental en Antarctique » a été publié pour la réunion consultative du Traité sur l'Antarctique à Berlin. Le rapport résume dix ans de recherche sur l'impact du changement climatique sur l'Antarctique et l'océan Austral, ainsi que sur les effets mondiaux de ces changements. Les conclusions du rapport ont été résumées dans une animation intitulée « Notre avenir dépend de nous ».

### Récompenses

#### Médailles
Le SCAR décerne quatre médailles lors de ses conférences biennales sur la science ouverte, en reconnaissance de l'excellence scientifique sur l'Antarctique et l'océan Austral et des services exceptionnels rendus à la communauté antarctique internationale :
- La Médaille d'excellence en recherche antarctique
- La Médaille de la Coordination Internationale
- La Médaille de l'Éducation et de la Communication
- La Médaille du Président pour réalisations exceptionnelles (outstanding achievement)

#### Bourses de visite
Le SCAR propose des bourses de chercheurs invités, qui permettent aux chercheurs et aux universitaires de visiter d'autres pays membres du SCAR.

#### Bourses d'études
Le SCAR offre des bourses aux chercheurs en début de carrière pour leur permettre de rejoindre des groupes de recherche dans d'autres pays.

#### Diversité dans la science antarctique
Conformément aux principes de son organisation mère l'ISC, le SCAR "promeut des opportunités équitables d'accès à la science et s'oppose à toute discrimination fondée sur des facteurs tels que l'origine ethnique, la religion, la citoyenneté, la langue, les opinions politiques, le sexe, l'identité de genre, l'orientation sexuelle, le handicap ou l'âge."
En 2022, le SCAR a créé un groupe d'action pour l'égalité, la diversité et l'inclusion (EDI) chargé d'identifier comment ces questions peuvent être traitées efficacement au sein du SCAR.